# 10325 Bexa
10325 Bexa è un asteroide della fascia principale. Scoperto nel 1990, presenta un'orbita caratterizzata da un semiasse maggiore pari a 2,3651071 UA e da un'eccentricità di 0,1456230, inclinata di 7,28834° rispetto all'eclittica.